# Галла, Василий Васильевич
Василий Васильевич Галла  15 августа 1904, Малоянисоль, Мариупольский уезд, Екатеринославская губерния - 9 февраля 1938, румейский поэт и переводчик.

## Биография
Родился в крестьянской семье в селе Малый Янисоль в Донецкой области Украинской ССР, до 1920 года учился в местной школе.
С 1921 года работал в сельсовете, а также в сельстрое. В 1929 году возглавил инициативную группу по созданию колхоза «Путь к социализму» (по другим сведениям — «Путь к коммунизму»), где работал рядовым колхозником.
Проходил службу в Красной армии в Святогорске.
В период с 1932 по 1937 год был депутатом и секретарём местного поселкового совета, членом правления колхоза, корреспондентом мариупольской румейской газеты «Коллективистис»».
В ноябре 1933 года был (вместе с Амфиктионом Димитриу и Георгием Костоправом) делегатом Вседонецкого съезда пролетарских писателей.
В конце жизни, вплоть до ареста 24 декабря 1937 года — бухгалтером (счётчиком) сельской школы.
В 1938 году расстрелян в Мариуполе по безосновательному обвинению, реабилитирован в 1958 году (или, по другим сведениям, в 1960 году).

## Творчество
Начал писать поэзию в 16 лет, в 1921 году, сначала на русском языке, затем перешёл на румейский, разновидность греческого языка, распространённую среди греков Приазовья.
Одно из самых известных произведений на русском языке, «Письмо из Красной Армии», написано во время службы в армии (опубликовано позже, в 1935 году, в журнале «Литературный Донбасс», № 2). Стихотворение построено как письмо поэта-красноармейца к девушке — бригадиру тракторной бригады. Полностью в духе официальной идеологии поэт воспевает радости жизни в советском колхозе и мощь Красной армии.
Первое стихотворение Галлы на румейском языке было опубликовано в августе 1932 года в газете «Коллективистис».
В том же году он стал членом румейской литературной группы, возглавляемой Георгием Костоправом, с которой его связывала дружба. С этого времени произведения Галлы постоянно появлялись и на литературных страницах этой газеты, и в альманахе «Неотита».
Василию Галли принадлежит поэма «Прошлое». Среди его румейских стихов — «Кто победит», «Возвращение», «Агитсамолет», «Матери», «Бессмертный», «Две весны», «Тринадцать», «Бригадир Черкасс», «Встреча», «Утро». Последнее стихотворение в переводе Георгия Костоправа было опубликовано на русском языке в журнале «Литературный Донбасс», № 7/8 за 1933 год. Кроме того, Галла писал стихотворные фельетоны.
Галла также занимался переводами с русского на румейский: перевёл стихотворение Павла Беспощадного «Слово шахтёра», сказку Александра Пушкина «Сказка о попе и о работнике его Балде» и его же повести «Станционный смотритель» и «Гробовщик».

## Семья
Был женат, имел четверых детей — дочь Клавдию и троих сыновей: Леонида, Александра и Ивана.